# Државни удар у Турској 1980.
Пуч 12. септембра (тур. 12 Eylül Darbesi) је био државни удар који су у Турској извеле оружане снаге приликом чега је свргнута влада премијера Сулејмана Демирела, а на власт преузео Савет националне безбедности, односно војна хунта на челу са начелником Генералштаба Кенаном Евреном. Повод за пуч је била ескалација политичког насиља, како од стране радикалне левице, тако и радикалне деснице (Сиви вукови), од којих је потоња уживала прешутну подршку Демирелове владе. Евренов режим је, тврдећи да настоји завести ред и мир, суспендовао дотадашњи Устав, започео с масовним хапшењима и довођењем затвореника пред војне судове, где су оптуженици осуђени на дугогодишње затворске казне, а неколико десетака, претежно левичара, осуђено на смрт и погубљено. Брутална репресија је краткорочно постигла циљ, те је Турска након много година добила стабилну власт, те је пучистички режим, упркос масовним кршењима људских права, уживао подршку САД, НАТО-а и других савезника из Западног блока, делом забринутих због недавног слома  прозападног и проамеричког режима у суседном Ирану. За разлику од пучиста који су преузели власт двадесет година раније, Еврен и његова хунта су одлучили да мало дуже остану на власти, те су, између осталих, провели низ економских реформи по препорукама ММФ-а и увођења елемената слободног тржишта и дерегулације у турску економију. Године 1982. је хунта донијела нови Устав, који је одобрен на референдуму, а крајем 1983. је поновно успостављена цивилна власт након парламентарних избора где су победиле присталице пуча окупљене у Домовинску странку Тургута Озала.
У јуну 2011. су турске власти против судионика и вођа пуча из 1980. покренуле кривични поступак због убистава и кршења људских права. Еврен и зракопловни генерал Тахсин Шахинкаја, једини тада живући члан хунте, су 2014. осуђени на доживотни затвор.